# Rudolf Scheidl
Rudolf Scheidl (* 10. November 1953 in Scheibbs, Niederösterreich) ist Professor für Maschinenbau an der Johannes Kepler Universität (JKU) Linz. Er leitet das Institut für Maschinenlehre und hydraulische Antriebstechnik.

## Leben
Rudolf Scheidl studierte von 1973 bis 1978 Maschinenbau an der Technischen Universität Wien. Danach arbeitete er zwei Jahre lang als Konstrukteur für die Landmaschinenfirma Epple Buxbaum Werke AG in Wels. Von 1980 bis 1985 war er Assistent am Institut für Mechanik der TU Wien, 1984 promovierte er. Danach war er bis 1990 Entwicklungsingenieur im Bereich Stranggießtechnik bei der VOEST-Alpine Industrieanlagenbau GmbH und im Bereich Papiermaschinen der J.M. Voith AG in St. Pölten. Seit 1990 lehrt er an der JKU. Von 2001 bis 2007 war er wissenschaftlicher Leiter des LCM – Linz Center of Competence in Mechatronics, von 2005 bis 2008 Head of the Board of Fluid Power Net International. Seit 2009 ist er stellvertretender wissenschaftlicher Sprecher des ACCM – Austrian Center of Competence in Mechatronics. 2010 wurde ihm vom Institution of Mechanical Engineers die Joseph Bramah Medaille verliehen. Er ist Associate Editor des Journals of Systems and Control Engineering und Mitglied im Editorial Board des International Journal of Fluid Power.

## Arbeits- und Forschungsschwerpunkte
- Hydrostatische Antriebstechnik
- Systematisches Konzipieren und Entwerfen mechatronischer Systeme